# 湯河駅
湯河駅（とうかえき）は中華人民共和国遼寧省丹東市鳳城市にある、中国鉄路総公司（CR）瀋丹線の駅。瀋陽駅から238km、丹東駅から32kmの位置にある。瀋陽鉄道局所属の乗降所扱いになっている。

## 駅周辺
小さな村が成形されている。
- G304国道

## 隣の駅
中国国鉄
瀋丹線
一面山駅 - 湯河駅 - 湯山城駅